# Langston Galloway
Langston Galloway (Baton Rouge, Luisiana, 9 de diciembre de 1991) es un jugador de baloncesto estadounidense que pertenece a la plantilla del Esenler Erokspor de la BSL turca. Con 1,85 metros de estatura, juega en la posición de base.

## Trayectoria deportiva

### Universidad
Jugó durante cuatro temporadas en los Hawks de la Universidad Saint Joseph's, en las que promedió 15,0 puntos, 4,5 rebotes y 2,2 asistencias por partido, En su primera temporada fue elegido Rookie del Año de la Philadelphia Big 5 e incluido en el mejor quinteto de novatos de la Atlantic-10 Conference. Al año siguiente fue incluido en el segundo mejor quinteto absoluto de la conferencia, y finalmente en 2014 en el mejor quinteto.

#### Estadísticas
| Año     | Equipo         | PJ  | PT  | MPP  | %TC  | %3P  | %TL  | RPP | APP | ROB | TPP | PPP  |
| ------- | -------------- | --- | --- | ---- | ---- | ---- | ---- | --- | --- | --- | --- | ---- |
| 2010–11 | Saint Joseph's | 33  | 33  | 34.3 | .399 | .392 | .887 | 5.5 | 2.9 | 1.7 | .5  | 12.8 |
| 2011–12 | Saint Joseph's | 34  | 33  | 35.7 | .488 | .466 | .785 | 4.5 | 2.2 | 1.0 | .6  | 15.5 |
| 2012–13 | Saint Joseph's | 32  | 32  | 35.7 | .414 | .394 | .772 | 3.6 | 2.3 | 1.4 | .3  | 13.8 |
| 2013–14 | Saint Joseph's | 34  | 34  | 36.2 | .444 | .443 | .826 | 4.3 | 1.6 | 1.1 | .5  | 17.7 |
| Total   | Total          | 133 | 132 | 35.5 | .438 | .426 | .821 | 4.5 | 2.2 | 1.3 | .5  | 15.0 |

### Profesional

Galloway con los Knicks en 2015.

Tras no ser elegido en el Draft de la NBA de 2014, disputó la NBA Summer League con los New York Knicks, equipo con el que firmó en el mes de septiembre. Sin embargo, antes del inicio de la temporada fue finalmente descartado para la plantilla final. En el mes de noviembre fue adquirido por los Westchester Knicks de la NBA D-League como jugador afiliado.
El 7 de enero de 2015 recibió la llamada de los New York Knicks, con quienes firmó un contrato por 10 días. Debutó ese mismo día ante Washington Wizards, consiguiendo 7 puntos y 3 asistencias.
En febrero de 2017, Tyreke Evans es enviado a Sacramento Kings junto a Buddy Hield, Tyreke Evans y las elecciones de New Orleans en primera ronda del Draft de 2017 y en segunda ronda en 2019 a cambio de DeMarcus Cousins y Omri Casspi.
El 6 de julio de 2017 fichó por los Detroit Pistons.
Después de tres años en Detroit, el 23 de noviembre de 2020, firma con Phoenix Suns.
Tras una temporada en Phoenix, el 24 de septiembre de 2021, firma con Golden State Warriors, sin embargo, el 9 de octubre es cortado sin llegar a debutar en partido oficial.
En diciembre de 2021, firma contrato con la liga G League, para disputar el evento NBA G League Showcase disputado entre el 19 y 22 de diciembre en Las Vegas. Al día siguiente se anunció su contrato con los College Park Skyhawks, filial de los Hawks. Pero el 15 de diciembre obtiene un contrato de 10 días con Brooklyn Nets. Firmando un segundo contrato el 26 de diciembre, con lo que disputó 4 encuentros antes de no ser renovado. El 6 de enero de 2022 firmaría otro contrato de 10 días con Milwaukee Bucks. Regresando el 21 de enero, tras 3 encuentros, a los College Park Skyhawks.
El 23 de septiembre de 2022, es adquirido por Indiana Pacers, siendo cortado el 15 de octubre. El 15 de noviembre se hace oficial su retorno a los College Park Skyhawks de la NBA G League.
Tras dos temporadas en la G League, el 3 de agosto de 2023, firma por el Pallacanestro Reggiana de la Serie A italiana.
El 1 de agosto de 2024 firmó con el Trapani Shark de la Lega Basket Serie A italiana.
El 8 de julio de 2025 fichó por el Esenler Erokspor de la Basketbol Süper Ligi turca.

### Selección nacional
En 2022 fue convocado en varias ocasiones con el Team USA para participar en las "ventanas FIBA", clasificatorias para el Mundial 2023.

## Estadísticas de su carrera en la NBA

### Temporada regular
| Año     | Equipo      | PJ  | PT | MPP  | %TC  | %3P  | %TL  | RPP | APP | ROB | TPP | PPP  |
| ------- | ----------- | --- | -- | ---- | ---- | ---- | ---- | --- | --- | --- | --- | ---- |
| 2014-15 | New York    | 45  | 41 | 32.4 | .399 | .352 | .808 | 4.2 | 3.3 | 1.2 | .3  | 11.8 |
| 2015-16 | New York    | 82  | 7  | 24.8 | .393 | .344 | .754 | 3.5 | 2.5 | .9  | .3  | 7.6  |
| 2016-17 | New Orleans | 55  | 0  | 20.4 | .374 | .377 | .769 | 2.2 | 1.2 | .7  | .1  | 8.6  |
| 2016-17 | Sacramento  | 19  | 2  | 19.7 | .404 | .475 | .917 | 1.8 | 1.5 | .3  | .1  | 6.0  |
| 2017-18 | Detroit     | 58  | 2  | 14.9 | .371 | .344 | .805 | 1.6 | 1.0 | .6  | .1  | 6.2  |
| 2018-19 | Detroit     | 80  | 4  | 21.8 | .388 | .355 | .844 | 2.1 | .5  | .1  | .1  | 8.4  |
| 2019-20 | Detroit     | 66  | 6  | 25.8 | .435 | .399 | .859 | 2.3 | 1.5 | .7  | .2  | 10.3 |
| 2020-21 | Phoenix     | 40  | 0  | 11.0 | .449 | .424 | .957 | 1.1 | .7  | .2  | .0  | 4.8  |
| 2021-22 | Brooklyn    | 4   | 0  | 14.5 | .385 | .250 | –    | 2.0 | 1.3 | .0  | .0  | 3.0  |
| 2021-22 | Milwaukee   | 3   | 0  | 16.3 | .077 | .000 | –    | 3.3 | 2.3 | .3  | .0  | .7   |
| Total   | Total       | 452 | 62 | 21.8 | .397 | .368 | .816 | 2.4 | 1.6 | .7  | .1  | 8.1  |

### Playoffs
| Año   | Equipo  | PJ | PT | MPP  | %TC  | %3P  | %TL  | RPP | APP | ROB | TPP | PPP |
| ----- | ------- | -- | -- | ---- | ---- | ---- | ---- | --- | --- | --- | --- | --- |
| 2019  | Detroit | 4  | 0  | 27.5 | .324 | .360 | —    | 3.8 | 1.0 | .5  | 1.0 | 7.8 |
| 2021  | Phoenix | 2  | 0  | 7.5  | .143 | .000 | .000 | 1.0 | .5  | .0  | .5  | 1.0 |
| Total | Total   | 6  | 0  | 20.8 | .293 | .333 | .000 | 2.8 | .8  | .3  | .8  | 5.5 |

## Vida personal
Langston es hijo de Larry y Jeralyn Galloway. Su tío, Geoff Arnold, fue asistente en Saint Joseph mientras jugó en la universidad, antes de ser nombrado asistente de la Universidad de Rider.